# Meister der St. Lambrechter Votivtafel

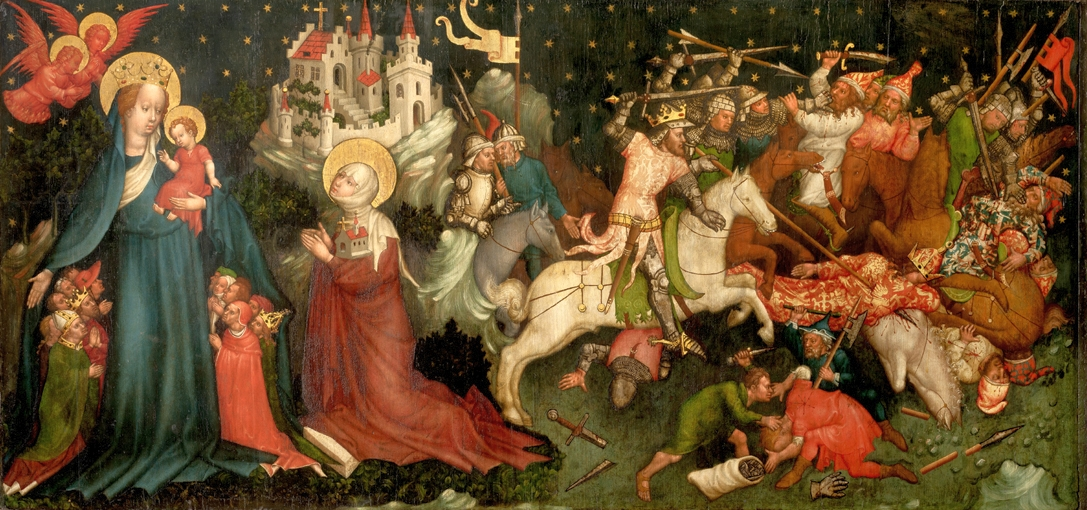
St. Lambrechter Votivtafel, um 1430

Als Meister der St. Lambrechter Votivtafel oder auch Meister der Votivtafel von St. Lambrecht wird ein namentlich nicht sicher bekannter österreichischer Maler der Gotik bezeichnet. Der um 1420 bis 1440 eventuell in Wien oder Wiener Neustadt tätige Meister erhielt seinen Notnamen nach seinem bis etwa 1640 in der Peterskirche von St. Lambrecht zu findenden Votiv-Bild, einer Schutzmantelmadonna bei einer Reiterschlacht.

## Stil und Bedeutung
Der Meister der St. Lambrechter Votivtafel ist einer der letzten Vertreter des Weichen Stils der Gotik in Österreich. Die Nähe anderer Maler seiner Zeit wie z. B. der Meister der Darbringungen, der Meister der Mondsichel-Madonna und der Meister der Worcester-Kreuztragung lassen vermuten, dass er eine größere Werkstatt betrieben hat.

## Identifizierung
Es wurde vorgeschlagen, den Meister der St. Lambrechter Votivtafel als den Maler
Hans von Judenburg oder Hans von Tübingen zu identifizieren. Dies wird jedoch als nicht sicher angesehen.

## Die Votivtafel
Die Votivtafel des Meisters der St. Lambrechter Votivtafel kombiniert ein historisches  Ereignis mit einem Andachtsbild. Es wird vermutet, dass das Bild den Kampf von König Ludwig I. von Ungarn 1377 gegen die Osmanen und Bulgaren behandelt. Von Wilhelm Suida wurde diese Türkenschlacht stattdessen zwischenzeitlich als Schlacht bei Radkersburg fehlgedeutet.

## Werke (Auswahl)
- Votivtafel von St. Lambrecht, um 1430. Universalmuseum Joanneum, Alte Galerie, Graz (Leihgabe der Benediktinerabtei St. Lambrecht)[6]

Dem Meister der St. Lambrechter Votivtafel werden mehrere Tafelbilder zur Passion zugeschrieben, so z. B.
- Christus am Oelberg. Musée d’Unterlinden, Colmar[7]
- Kreuzigung Christi. Belvedere, Wien[8]

Ein dem Meister zugeschriebenes datiertes Werk ist das Epitaph des Goldschmieds Sigmund Waloch aus der Wiener Neustadt (datiert 1434), Nationalgalerie, Prag.